# Alfaro (geslacht)
Alfaro is een geslacht van straalvinnige vissen uit de familie van levendbarende tandkarpers (Poeciliidae).

## Soort
- Alfaro cultratus – Mestandkarper
- Alfaro huberi (Fowler, 1923)